# Styringomyia liberiensis
Styringomyia liberiensis är en tvåvingeart som beskrevs av Alexander 1930. Styringomyia liberiensis ingår i släktet Styringomyia och familjen småharkrankar. Inga underarter finns listade i Catalogue of Life.